# 新竹市東區龍山國民小學
新竹市立東區龍山國民小學，簡稱龍山國小，是位於臺灣新竹市東區的市立小學。設立於日據大正10年（民國10年） 5月2日 ，當時校名為「新竹第一公學校埔頂分離教室」。草創之初沒有自己的校舍，借用埔頂聯合保甲事務所的部分空間來上課，隔年才遷入埔頂二四七番地的兩間新校舍，再隔一年即大正12年（民國12年）改稱為「新竹第一公學校埔頂分教場」。日昭和3年（民國17年）獨立為「新竹第三公學校」，昭和16年（民國30年）校名又改為「新竹市高丘國民學校」。光復後，胡春塗校長奉令接收本校，於民國35年改名為「新竹市第五國民學校」，民國36年又改稱為「新竹市東區龍山國民學校」，至此「龍山」二字始出現。後來又改為「新竹縣新竹市龍山國民學校」和「新竹縣新竹市龍山國民小學」，直到民國71年才定名為「新竹市東區龍山國民小學」。